# Le Rachat du passé
Pour plus de détails, voir Fiche technique et Distribution.
Le Rachat du passé (Proxies) est un film américain réalisé par George D. Baker et sorti en 1921.
Une copie du film est conservée à la Bibliothèque du Congrès.

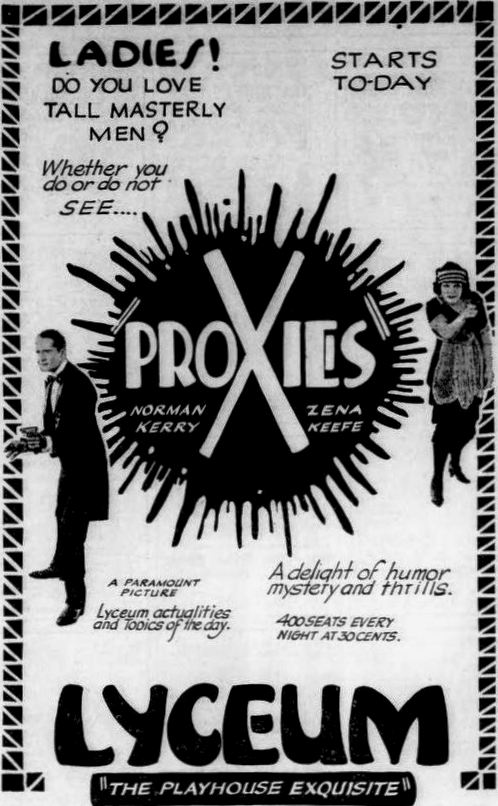
Annonce pour le film

## Fiche technique
- Titre original : Proxies
- Réalisation : George D. Baker
- Scénario : George D. Baker d'après une histoire de Frank R. Adams
- Production : Cosmopolitan Productions
- Photographie : Harold Wenstrom
- Montage : Charles J. Hunt
- Distribution : Paramount Pictures
- Durée : 7 bobines
- Date de sortie : 1er mai 1921

## Distribution
- Norman Kerry : Peter Mendoza
- Zena Keefe : Clare Conway
- Raye Dean : Carlotta Darley
- Jack Crosby : Homer Carleton
- Paul Everton : John Stover
- William H. Tooker : Christopher Darley
- Mrs. Schaffer : Mrs. Darley
- Robert Broderick : Detective Linton